# Alfa Romeo Alfa 6
L'Alfa Romeo Alfa 6 è una berlina prodotta dalla casa automobilistica italiana Alfa Romeo dal 1979 al 1987 nello stabilimento di Arese.
Fu immessa sul mercato con l'obiettivo di competere con le berline di fascia medio-alta sia italiane che straniere, le prime rappresentate dalla Lancia, le seconde da numerosi modelli, soprattutto tedeschi come Mercedes-Benz e BMW.

## La genesi e la prima serie (dal 04/1979 al 10/1983)
La progettazione dell'Alfa 6 (codice di progetto "119") fu avviata alla fine degli anni 60 e l'entrata in produzione era prevista per i primi anni settanta, poiché Alfa dopo l'uscita di scena nel 1969 dalla 2600, voleva rientrare nel segmento di mercato delle grandi berline a sei cilindri con un modello che si posizionasse sopra l'Alfetta, in modo da sfidare le ammiraglie del settore sfruttando l'appeal meccanico Alfa, congiunto ad una linea allora attuale e ad allestimenti di alto livello.

Un prototipo di Alfa 6 durante i collaudi prima del lancio ufficiale

Il "progetto 119" doveva infatti portare al debutto un nuovo motore V6 da 2,5 litri tutto in alluminio, progettato da Giuseppe Busso. Tale motore in seguito equipaggiò svariati modelli di automobili, anche del gruppo FIAT. La crisi petrolifera seguita alla guerra del Kippur nel novembre 1973 scoraggiò però i vertici dell'azienda, allora di proprietà dell'IRI, dal mettere in produzione un'autovettura che percorreva 7 km con un litro di benzina, ed il progetto venne accantonato.
Fu solo verso la fine del decennio, allorché si attenuarono gli shock petroliferi e sociali che avevano attraversato tutto il periodo 1974-1978, che il management Alfa rispolverò il modello, il cui iter di progettazione e messa in produzione aveva superato il "punto di non ritorno". L'Alfa 6 poté così vedere la luce nella primavera del 1979. A quel punto il "nuovo" modello scontava, soprattutto nell'estetica oltre che in alcune soluzioni d'allestimento, lo scarto temporale accumulato, pari ad oltre un lustro. Sostanzialmente contemporaneo al "progetto 116" quello che portò all'Alfetta del 1972, il "progetto 119" ne riprendeva infatti molti concetti, sia tecnici che estetici.
Le linee squadrate e la somiglianza stilistica con l'Alfetta (la quale aveva già visto una prima evoluzione di stile nel 1977, con la presentazione della versione di due litri) furono i segni più evidenti dell'anzianità del progetto, appesantivano le linee agli occhi del pubblico, abituato oramai a disegni e stili lanciati verso le proposte degli anni ottanta. Non fu solo l'estetica a frenare le vendite; come già evidenziato, l'impostazione generale del corpo vettura - seppur valido di per sé - risentì di un certo squilibrio nei rapporti dimensionali, soprattutto in confronto a quelli dell'Alfetta: a fronte di un aumento del passo di 9 cm, la lunghezza era cresciuta di quasi mezzo metro, fattore che si rifletteva in uno sbalzo posteriore assai pronunciato; peraltro la larghezza era aumentata di appena pochi centimetri, cosicché anche l'abitabilità interna non era al livello oramai raggiunto dalla concorrenza. Se tutto ciò poteva essere accettabile nella prima metà degli anni settanta, non lo era più dieci anni dopo. Tra i particolari estetici, i gruppi ottici posteriori apparivano molto grandi, i paraurti (in metallo con cantonali in gomma) massicci e datati; la presa d'aria sporgente sul montante posteriore veniva giudicata poco elegante.
Tecnicamente, seppur non più all'avanguardia, rimaneva valida la meccanica che, seguendo lo schema a motore anteriore longitudinale e trazione posteriore, si caratterizzava per un "mix" di elementi tipici delle Alfa. L'Alfa 6 - oltretutto - non era stata dotata dello stesso schema transaxle con cambio al retrotreno in blocco con il differenziale, caratteristici dell'Alfetta: per migliorare lo spazio a disposizione dei passeggeri posteriori era stato preferito l'impiego di un differenziale "sospeso" come già visto sulla TZ; manteneva però le sospensioni posteriore a ponte De Dion con parallelogramma di Watt (per evitare gli scuotimenti laterali sempre criticati sulle vetture a ponte rigido tradizionale) e, all'avantreno con quadrilateri deformabili senza molle sostituiti da elementi elastici a barra di torsione. L'impianto frenante era costituito da quattro freni a disco di cui quelli posteriori entrobordo per ridurre le masse non sospese e quelli anteriori (per la prima volta su un'Alfa di serie) ventilati e con pinze Ate a 4 pistoni.
Sull'ammiraglia esordì lo sterzo servoassisttito e soprattutto il motore V6 Busso da 2492 cm³ alimentato da sei carburatori monocorpo (con potenza massima di 158 CV), abbinato ad un cambio manuale a cinque rapporti montato in blocco col motore, un ZF "dogleg" con la disposizione delle marce ad H di tipo sportivo con la prima marcia in basso a sinistra già utilizzato sulla Montreal. A richiesta era disponibile un cambio automatico ZF a tre rapporti. Per quanto riguarda la qualità dell'interno - fermo restando lo stile ed il disegno non più recenti - le finiture venivano comunque giudicate discrete, certamente superiori alla media Alfa Romeo dell'epoca.

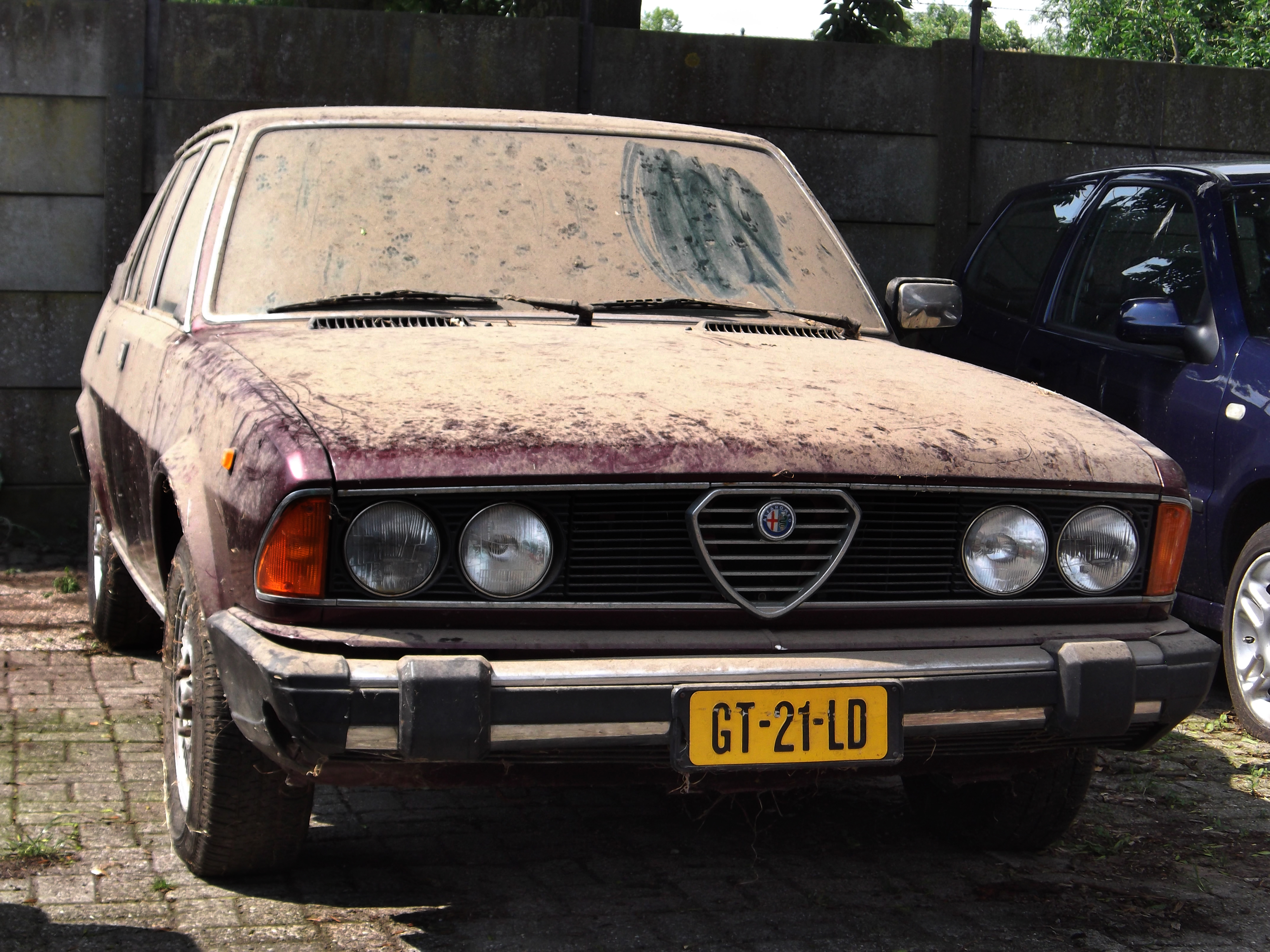
Alfa 6 2.5 Automatic prima serie, che si distingue per i quattro fari tondi e i paraurti in metallo

La prova della rivista specializzata Quattroruote mise in luce le buone caratteristiche del motore, il comportamento stradale valido, ma anche i consumi elevati e la linea superata. Uno degli aspetti più criticabili era infatti la tecnologia ormai obsoleta utilizzata per la gestione dell'alimentazione: per ragioni di tempi e costi (l'iniezione avrebbe richiesto uno sviluppo ex-novo) e ingombri in altezza (i carburatori pluricorpo verticali presenti sul mercato non avrebbero trovato posto sotto il cofano), vennero utilizzati sei carburatori Dell'Orto FRDA 40 di aspetto e materiali analoghi ai comuni carburatori da utilitaria, raggruppati a terne per mezzo di due basette in alluminio e sincronizzati tra loro con una complicata serie di leve e rinvii. La necessaria adozione di un congegno per ridurre i consumi a velocità costante, i consumi comunque elevati (anche se non eccessivi per l'epoca) e la necessità di complesse registrazioni periodiche resero in prospettiva questa scelta di dubbio vantaggio economico e forse la più penalizzante in termini di immagine e quindi di appeal del prodotto, che come avvenne anche con l'Alfa 90 costrinse l'azienda a cercare invano una soluzione con una seconda serie riveduta e corretta.
L'Alfa Romeo tentò di promuovere la grande robustezza della scocca (un annuncio pubblicitario riportava che la vettura poteva resistere, senza deformarsi, ad una forza d'urto fino a 45.000 Kg) ma nel 1981 l'attore Gino Bramieri (fra i primi ad avere a disposizione un esemplare del modello) distrusse la sua Alfa 6 automatica in un drammatico incidente nel quale perse la vita l'attrice Liana Trouché. Nel tentativo di attenuare la sua responsabilità, l'attore sostenne che le peculiarità del cambio automatico non gli avevano consentito di controllare adeguatamente la vettura allorquando aveva iniziato a sbandare a causa della grandine. La linea difensiva non venne accolta e l'attore fu condannato, in via definitiva, per omicidio colposo, ma ormai il danno d'immagine era incancellabile. Va detto, però, che l'attrice morì perché fu sbalzata fuori dall'abitacolo in quanto innanzitutto non aveva allacciato la cintura di sicurezza, malgrado la vettura ne fosse provvista (ma l'obbligo d'uso sarebbe arrivato otto anni dopo), e soprattutto perché la portiera lato passeggero fu del tutto divelta dall'impatto; tuttavia, le foto del relitto della vettura, che furono pubblicate dalla rivista "Quattroruote", facevano comunque notare che la cosiddetta "cellula di sopravvivenza" dell'abitacolo, nonostante la portiera divelta, era rimasta pressoché intatta. 
Della prima serie, prodotta fino alla fine del 1982, sono stati costruiti circa 6.000 esemplari.

## La seconda serie (dal 10/1983 al 12/1986)
Sul finire del 1983, nel tentativo di risollevare le sorti commerciali del modello, l'Alfa 6 venne sottoposta a un restyling. L'IRI non approvò, tuttavia, costosi interventi sulla scocca. Seguendo infatti un atteggiamento comune in Alfa nella prima metà degli anni ottanta, convinzione rinforzata dalla prospettiva che l'auto, anche ridisegnata, non avrebbe potuto giovarsi di numeri di vendita accettabili, e dalla situazione finanziaria sempre più grave dell'azienda, i designer non poterono toccare le lamiere; le modifiche si concentrarono sull'estetica e sugli interni col risultato che, dovendo rinnovare l'auto solo attraverso plastiche ed aggiunte, la linea risulta appesantita ma in linea con i tempi e sicuramente modernizzata.
Comunque, seguendo il concetto di "family feeling" con gli altri modelli di punta della prima metà degli anni ottanta (l'Alfetta e l'Alfa 90, di imminente lancio sul mercato), all'esterno cambiarono i fari (due, trapezoidali, in luogo dei quattro circolari, con indicatori di direzione bianchi anziché arancioni), la mascherina anteriore, i paraurti (ora totalmente in plastica e privi di rostri, fatto che fece scendere la lunghezza del modello a 4,68 m) e comparvero nuovi profili laterali paracolpi e inediti spoiler aerodinamici sotto i paracolpi. L'assetto divenne più basso, dando alla vettura un aspetto più filante. All'interno, vennero ridisegnate le sagome dei sedili ed i pannelli porta; la plancia venne ritoccata in maniera minore.
Dal punto di vista tecnico si segnalava finalmente l'adozione dell'iniezione elettronica che donava al V6, sempre di 2,5 litri, maggior dolcezza d'erogazione e maggior sobrietà nei consumi, anche grazie all'allungamento del rapporto di trasmissione finale. La potenza rimase stabile a 158 cavalli.
In generale, visti i pesanti compromessi economici imposti dalla dirigenza, il lavoro di ritocco può oggi dirsi apprezzabile, ma la linea ormai obsoleta e la fama di insaziabile bevitrice non permisero di migliorare lo scarso successo commerciale, nonostante le indubbie ottime doti dinamiche della vettura e il comfort di alto livello di cui si godeva a bordo grazie anche alle ridotte vibrazioni del motore V6 di 60°.
Sul mercato interno, nel tentativo di rendere più appetibile fiscalmente l'auto, la 2.5i, disponibile solo nell'allestimento ricco Quadrifoglio Oro (completo anche di aria condizionata e sedili a regolazione elettrica) ma gravata da IVA raddoppiata al 36%, venne affiancata dalla 2.0 V6 (equipaggiata col V6 a carburatori di cilindrata ridotta a 1.996 cm³ per 135 cavalli) e 2.5 Turbodiesel 5 (spinta da un cinque cilindri di origine VM Motori di 2.494 cm³ da 105 cavalli). Questi due modelli furono penalizzati nelle prestazioni da una massa considerevole per l'epoca (la 2.0 V6 pesava 1.470 kg e la Turbodiesel 5 addirittura 1.580 kg).
L'Alfa 6 restò sul mercato per altri quattro anni, con un impatto progressivo sul mercato sempre più trascurabile, ed uscì di listino nel 1987, sostanzialmente rimpiazzata dalla 164, che contemporaneamente sostituì anche la più piccola 90.
Anche della seconda serie sono stati prodotti circa 6.000 esemplari. Le ultime vetture prodotte, giacenti invendute nel deposito di Arese, furono esportate due anni più tardi in Polonia.

## Motorizzazioni
| Modello                           | Periodo             | Motore                      | Cilindrata | Potenza massima | Coppia massima         | Note                        |
| --------------------------------- | ------------------- | --------------------------- | ---------- | --------------- | ---------------------- | --------------------------- |
| 2.0 V6                            | dal 1983 al 1987    | 6 cilindri a V, benzina     | 1997 cm³   | 99 kW (135 CV)  | 178 N·m @4500 giri/min | 6 carburatori Dell'Orto     |
| 2.5 V6                            | dal debutto al 1982 | 6 cilindri a V, benzina     | 2492 cm³   | 116 kW (158 CV) | 224 N·m @4000 giri/min | 6 carburatori Dell'Orto     |
| 2.5 V6 Iniezione Quadrifoglio Oro | dal 1983 al 1987    | 6 cilindri a V, benzina     | 2492 cm³   | 116 kW (158 CV) | 215 N·m @4000 giri/min | Iniezione Bosch             |
| 2.5 Turbo Diesel 5                | dal 1983 al 1987    | 5 cilindri in linea, Diesel | 2494 cm³   | 77 kW (105 CV)  | 206 N·m @2400 giri/min | motore di origine VM Motori |

### Dati tecnici
| Caratteristiche tecniche - Alfa Romeo Alfa 6 2.0                                                                                       | Caratteristiche tecniche - Alfa Romeo Alfa 6 2.0 | Caratteristiche tecniche - Alfa Romeo Alfa 6 2.0 | Caratteristiche tecniche - Alfa Romeo Alfa 6 2.0 | Caratteristiche tecniche - Alfa Romeo Alfa 6 2.0 | Caratteristiche tecniche - Alfa Romeo Alfa 6 2.0 |
| Configurazione | Configurazione | Configurazione | Configurazione | Configurazione | Configurazione |
| --- | --- | --- | --- | --- | --- |
| Carrozzeria: Berlina | Carrozzeria: Berlina | Posizione motore: anteriore | Posizione motore: anteriore | Trazione: posteriore | Trazione: posteriore |
| Dimensioni e pesi | | | | | |
| Ingombri (lungh.×largh.×alt. in mm): 4679 × 1684 × 1394                                                                                | Ingombri (lungh.×largh.×alt. in mm): 4679 × 1684 × 1394 | Ingombri (lungh.×largh.×alt. in mm): 4679 × 1684 × 1394 | Ingombri (lungh.×largh.×alt. in mm): 4679 × 1684 × 1394 | Diametro minimo sterzata: | Diametro minimo sterzata: |
| Interasse: 2600 mm | Interasse: 2600 mm | Carreggiate: anteriore 1408 - posteriore 1365 mm | Carreggiate: anteriore 1408 - posteriore 1365 mm | Altezza minima da terra: | Altezza minima da terra: |
| Posti totali: 5 | Posti totali: 5 | Bagagliaio: | Bagagliaio: | Serbatoio: 77 litri (riserva 10 litri) | Serbatoio: 77 litri (riserva 10 litri) |
| Masse | a vuoto: 1.390 kg / rimorchiabile: 1.500 kg | a vuoto: 1.390 kg / rimorchiabile: 1.500 kg | a vuoto: 1.390 kg / rimorchiabile: 1.500 kg | a vuoto: 1.390 kg / rimorchiabile: 1.500 kg | a vuoto: 1.390 kg / rimorchiabile: 1.500 kg |
| Meccanica | | | | | |
| Tipo motore: 6 cilindri a V di 60°, basamento e testata in lega leggera. Raffreddamento: ad acqua, a circolazione forzata; termostato. | Tipo motore: 6 cilindri a V di 60°, basamento e testata in lega leggera. Raffreddamento: ad acqua, a circolazione forzata; termostato. | Tipo motore: 6 cilindri a V di 60°, basamento e testata in lega leggera. Raffreddamento: ad acqua, a circolazione forzata; termostato. | Cilindrata: totale 1.997 cm³ cm³ | Cilindrata: totale 1.997 cm³ cm³ | Cilindrata: totale 1.997 cm³ cm³ |
| Distribuzione: 1 albero a camme in testa per bancata comandato da cinghia dentata; tenditore idraulico                                 | Distribuzione: 1 albero a camme in testa per bancata comandato da cinghia dentata; tenditore idraulico | Distribuzione: 1 albero a camme in testa per bancata comandato da cinghia dentata; tenditore idraulico | Alimentazione: 6 carburatori verticali monocorpo Dell'Orto | Alimentazione: 6 carburatori verticali monocorpo Dell'Orto | Alimentazione: 6 carburatori verticali monocorpo Dell'Orto |
| Prestazioni motore | Potenza: 132 CV a 5600 giri/min / Coppia: 18,1 kgm a 4500 giri/min | Potenza: 132 CV a 5600 giri/min / Coppia: 18,1 kgm a 4500 giri/min | Potenza: 132 CV a 5600 giri/min / Coppia: 18,1 kgm a 4500 giri/min | Potenza: 132 CV a 5600 giri/min / Coppia: 18,1 kgm a 4500 giri/min | Potenza: 132 CV a 5600 giri/min / Coppia: 18,1 kgm a 4500 giri/min |
| Accensione: elettronica a scarica induttiva tramite bobina e distributore, con anticipo centrifugo e a depressione                     | Accensione: elettronica a scarica induttiva tramite bobina e distributore, con anticipo centrifugo e a depressione | Accensione: elettronica a scarica induttiva tramite bobina e distributore, con anticipo centrifugo e a depressione | Impianto elettrico: Batteria: 12 V - 77 Ah. Candele: Lodge Silver 2 HL-E | Impianto elettrico: Batteria: 12 V - 77 Ah. Candele: Lodge Silver 2 HL-E | Impianto elettrico: Batteria: 12 V - 77 Ah. Candele: Lodge Silver 2 HL-E |
| Frizione: monodisco a secco, con comando idraulico                                                                                     | Frizione: monodisco a secco, con comando idraulico | Frizione: monodisco a secco, con comando idraulico | Cambio: meccanico a 5 marce + RM | Cambio: meccanico a 5 marce + RM | Cambio: meccanico a 5 marce + RM |
| Telaio | | | | | |
| Corpo vettura | Scocca metallica autoportante | Scocca metallica autoportante | Scocca metallica autoportante | Scocca metallica autoportante | Scocca metallica autoportante |
| Sterzo | a cremagliera, con servocomando idraulico | a cremagliera, con servocomando idraulico | a cremagliera, con servocomando idraulico | a cremagliera, con servocomando idraulico | a cremagliera, con servocomando idraulico |
| Sospensioni | anteriori: a ruote indipendenti, quadrilateri trasversali, barre di torsione, ammortizzatori idraulici, barra stabilizzatrice / posteriori: ad assale rigido De Dion, 2 parallelogrammi di Watt, molle elicoidali, ammortizzatori idraulici, barra stabilizzatrice | anteriori: a ruote indipendenti, quadrilateri trasversali, barre di torsione, ammortizzatori idraulici, barra stabilizzatrice / posteriori: ad assale rigido De Dion, 2 parallelogrammi di Watt, molle elicoidali, ammortizzatori idraulici, barra stabilizzatrice | anteriori: a ruote indipendenti, quadrilateri trasversali, barre di torsione, ammortizzatori idraulici, barra stabilizzatrice / posteriori: ad assale rigido De Dion, 2 parallelogrammi di Watt, molle elicoidali, ammortizzatori idraulici, barra stabilizzatrice | anteriori: a ruote indipendenti, quadrilateri trasversali, barre di torsione, ammortizzatori idraulici, barra stabilizzatrice / posteriori: ad assale rigido De Dion, 2 parallelogrammi di Watt, molle elicoidali, ammortizzatori idraulici, barra stabilizzatrice | anteriori: a ruote indipendenti, quadrilateri trasversali, barre di torsione, ammortizzatori idraulici, barra stabilizzatrice / posteriori: ad assale rigido De Dion, 2 parallelogrammi di Watt, molle elicoidali, ammortizzatori idraulici, barra stabilizzatrice |
| Freni | anteriori: a disco autoventilanti / posteriori: a disco | anteriori: a disco autoventilanti / posteriori: a disco | anteriori: a disco autoventilanti / posteriori: a disco | anteriori: a disco autoventilanti / posteriori: a disco | anteriori: a disco autoventilanti / posteriori: a disco |
| Pneumatici | 195/70 HR-14 / Cerchi: 14" | 195/70 HR-14 / Cerchi: 14" | 195/70 HR-14 / Cerchi: 14" | 195/70 HR-14 / Cerchi: 14" | 195/70 HR-14 / Cerchi: 14" |
| Prestazioni dichiarate | | | | | |
| Velocità: 180 km/h | Velocità: 180 km/h | Velocità: 180 km/h | Accelerazione: | Accelerazione: | Accelerazione: |
| Consumi | a 90 km/h, 8,8 litri/100 km; a 120 km/h, 11,5 litri/100 km; ciclo urbano (simulato) 15,4 litri/100 km; media ECE 11,9 litri/100 km | a 90 km/h, 8,8 litri/100 km; a 120 km/h, 11,5 litri/100 km; ciclo urbano (simulato) 15,4 litri/100 km; media ECE 11,9 litri/100 km | a 90 km/h, 8,8 litri/100 km; a 120 km/h, 11,5 litri/100 km; ciclo urbano (simulato) 15,4 litri/100 km; media ECE 11,9 litri/100 km | a 90 km/h, 8,8 litri/100 km; a 120 km/h, 11,5 litri/100 km; ciclo urbano (simulato) 15,4 litri/100 km; media ECE 11,9 litri/100 km | a 90 km/h, 8,8 litri/100 km; a 120 km/h, 11,5 litri/100 km; ciclo urbano (simulato) 15,4 litri/100 km; media ECE 11,9 litri/100 km |

| Caratteristiche tecniche - Alfa Romeo Alfa 6 2.5 Turbo Diesel 5                                                                                                   | Caratteristiche tecniche - Alfa Romeo Alfa 6 2.5 Turbo Diesel 5 | Caratteristiche tecniche - Alfa Romeo Alfa 6 2.5 Turbo Diesel 5 | Caratteristiche tecniche - Alfa Romeo Alfa 6 2.5 Turbo Diesel 5 | Caratteristiche tecniche - Alfa Romeo Alfa 6 2.5 Turbo Diesel 5 | Caratteristiche tecniche - Alfa Romeo Alfa 6 2.5 Turbo Diesel 5 |
| Configurazione | Configurazione | Configurazione | Configurazione | Configurazione | Configurazione |
| --- | --- | --- | --- | --- | --- |
| Carrozzeria: Berlina | Carrozzeria: Berlina | Posizione motore: anteriore | Posizione motore: anteriore | Trazione: posteriore | Trazione: posteriore |
| Dimensioni e pesi | | | | | |
| Ingombri (lungh.×largh.×alt. in mm): 4679 × 1684 × 1394 | Ingombri (lungh.×largh.×alt. in mm): 4679 × 1684 × 1394 | Ingombri (lungh.×largh.×alt. in mm): 4679 × 1684 × 1394 | Ingombri (lungh.×largh.×alt. in mm): 4679 × 1684 × 1394 | Diametro minimo sterzata: | Diametro minimo sterzata: |
| Interasse: 2600 mm | Interasse: 2600 mm | Carreggiate: anteriore 1408 - posteriore 1365 mm | Carreggiate: anteriore 1408 - posteriore 1365 mm | Altezza minima da terra: | Altezza minima da terra: |
| Posti totali: 5 | Posti totali: 5 | Bagagliaio: | Bagagliaio: | Serbatoio: 77 litri (riserva 10 litri) | Serbatoio: 77 litri (riserva 10 litri) |
| Masse | a vuoto: 1.500 kg / rimorchiabile: 1.400 kg | a vuoto: 1.500 kg / rimorchiabile: 1.400 kg | a vuoto: 1.500 kg / rimorchiabile: 1.400 kg | a vuoto: 1.500 kg / rimorchiabile: 1.400 kg | a vuoto: 1.500 kg / rimorchiabile: 1.400 kg |
| Meccanica | | | | | |
| Tipo motore: 5 cilindri in linea, basamento in ghisa, testata in lega leggera. Raffreddamento: ad acqua, a circolazione forzata; termostato; 2 elettroventilatori | Tipo motore: 5 cilindri in linea, basamento in ghisa, testata in lega leggera. Raffreddamento: ad acqua, a circolazione forzata; termostato; 2 elettroventilatori                                                                                                  | Tipo motore: 5 cilindri in linea, basamento in ghisa, testata in lega leggera. Raffreddamento: ad acqua, a circolazione forzata; termostato; 2 elettroventilatori                                                                                                  | Cilindrata: totale 2.494 cm³ cm³ | Cilindrata: totale 2.494 cm³ cm³ | Cilindrata: totale 2.494 cm³ cm³ |
| Distribuzione: 1 albero a camme laterale comandato da ingranaggi; aste e bilancieri                                                                               | Distribuzione: 1 albero a camme laterale comandato da ingranaggi; aste e bilancieri | Distribuzione: 1 albero a camme laterale comandato da ingranaggi; aste e bilancieri | Alimentazione: a iniezione indiretta con pompa rotativa; 1 turbocompressore | Alimentazione: a iniezione indiretta con pompa rotativa; 1 turbocompressore | Alimentazione: a iniezione indiretta con pompa rotativa; 1 turbocompressore |
| Prestazioni motore | Potenza: 103 CV a 4300 giri/min / Coppia: 21 kgm a 2400 giri/min | Potenza: 103 CV a 4300 giri/min / Coppia: 21 kgm a 2400 giri/min | Potenza: 103 CV a 4300 giri/min / Coppia: 21 kgm a 2400 giri/min | Potenza: 103 CV a 4300 giri/min / Coppia: 21 kgm a 2400 giri/min | Potenza: 103 CV a 4300 giri/min / Coppia: 21 kgm a 2400 giri/min |
| Frizione: monodisco a secco, con comando idraulico | Frizione: monodisco a secco, con comando idraulico | Frizione: monodisco a secco, con comando idraulico | Cambio: meccanico a 5 marce + RM | Cambio: meccanico a 5 marce + RM | Cambio: meccanico a 5 marce + RM |
| Telaio | | | | | |
| Corpo vettura | Scocca metallica autoportante | Scocca metallica autoportante | Scocca metallica autoportante | Scocca metallica autoportante | Scocca metallica autoportante |
| Sterzo | a cremagliera, con servocomando idraulico | a cremagliera, con servocomando idraulico | a cremagliera, con servocomando idraulico | a cremagliera, con servocomando idraulico | a cremagliera, con servocomando idraulico |
| Sospensioni | anteriori: a ruote indipendenti, quadrilateri trasversali, barre di torsione, ammortizzatori idraulici, barra stabilizzatrice / posteriori: ad assale rigido De Dion, 2 parallelogrammi di Watt, molle elicoidali, ammortizzatori idraulici, barra stabilizzatrice | anteriori: a ruote indipendenti, quadrilateri trasversali, barre di torsione, ammortizzatori idraulici, barra stabilizzatrice / posteriori: ad assale rigido De Dion, 2 parallelogrammi di Watt, molle elicoidali, ammortizzatori idraulici, barra stabilizzatrice | anteriori: a ruote indipendenti, quadrilateri trasversali, barre di torsione, ammortizzatori idraulici, barra stabilizzatrice / posteriori: ad assale rigido De Dion, 2 parallelogrammi di Watt, molle elicoidali, ammortizzatori idraulici, barra stabilizzatrice | anteriori: a ruote indipendenti, quadrilateri trasversali, barre di torsione, ammortizzatori idraulici, barra stabilizzatrice / posteriori: ad assale rigido De Dion, 2 parallelogrammi di Watt, molle elicoidali, ammortizzatori idraulici, barra stabilizzatrice | anteriori: a ruote indipendenti, quadrilateri trasversali, barre di torsione, ammortizzatori idraulici, barra stabilizzatrice / posteriori: ad assale rigido De Dion, 2 parallelogrammi di Watt, molle elicoidali, ammortizzatori idraulici, barra stabilizzatrice |
| Freni | anteriori: a disco autoventilante / posteriori: a disco | anteriori: a disco autoventilante / posteriori: a disco | anteriori: a disco autoventilante / posteriori: a disco | anteriori: a disco autoventilante / posteriori: a disco | anteriori: a disco autoventilante / posteriori: a disco |
| Pneumatici | 195/70 SR-14 / Cerchi: 14" | 195/70 SR-14 / Cerchi: 14" | 195/70 SR-14 / Cerchi: 14" | 195/70 SR-14 / Cerchi: 14" | 195/70 SR-14 / Cerchi: 14" |
| Prestazioni dichiarate | | | | | |
| Velocità: 170 km/h | Velocità: 170 km/h | Velocità: 170 km/h | Accelerazione: | Accelerazione: | Accelerazione: |
| Consumi | a 90 km/h, 7,0 litri/100 km; a 120 km/h, 10,2 litri/100 km; ciclo urbano (simulato) 10,2 litri/100 km; media ECE 8,8 litri/100 km | a 90 km/h, 7,0 litri/100 km; a 120 km/h, 10,2 litri/100 km; ciclo urbano (simulato) 10,2 litri/100 km; media ECE 8,8 litri/100 km | a 90 km/h, 7,0 litri/100 km; a 120 km/h, 10,2 litri/100 km; ciclo urbano (simulato) 10,2 litri/100 km; media ECE 8,8 litri/100 km | a 90 km/h, 7,0 litri/100 km; a 120 km/h, 10,2 litri/100 km; ciclo urbano (simulato) 10,2 litri/100 km; media ECE 8,8 litri/100 km | a 90 km/h, 7,0 litri/100 km; a 120 km/h, 10,2 litri/100 km; ciclo urbano (simulato) 10,2 litri/100 km; media ECE 8,8 litri/100 km |

| Caratteristiche tecniche - Alfa Romeo Alfa 6 2.5 Injection | Caratteristiche tecniche - Alfa Romeo Alfa 6 2.5 Injection | Caratteristiche tecniche - Alfa Romeo Alfa 6 2.5 Injection | Caratteristiche tecniche - Alfa Romeo Alfa 6 2.5 Injection | Caratteristiche tecniche - Alfa Romeo Alfa 6 2.5 Injection | Caratteristiche tecniche - Alfa Romeo Alfa 6 2.5 Injection |
| --- | --- | --- | --- | --- | --- |
| | | | | | |
| Configurazione | | | | | |
| Carrozzeria: Berlina | Carrozzeria: Berlina | Posizione motore: anteriore | Posizione motore: anteriore | Trazione: posteriore | Trazione: posteriore |
| Dimensioni e pesi | | | | | |
| Ingombri (lungh.×largh.×alt. in mm): 4679 × 1684 × 1394 | Ingombri (lungh.×largh.×alt. in mm): 4679 × 1684 × 1394 | Ingombri (lungh.×largh.×alt. in mm): 4679 × 1684 × 1394 | Ingombri (lungh.×largh.×alt. in mm): 4679 × 1684 × 1394 | Diametro minimo sterzata: | Diametro minimo sterzata: |
| Interasse: 2600 mm | Interasse: 2600 mm | Carreggiate: anteriore 1400 - posteriore 1365 mm | Carreggiate: anteriore 1400 - posteriore 1365 mm | Altezza minima da terra: | Altezza minima da terra: |
| Posti totali: 5 | Posti totali: 5 | Bagagliaio: | Bagagliaio: | Serbatoio: 77 litri (riserva 10 litri) | Serbatoio: 77 litri (riserva 10 litri) |
| Masse | a vuoto: 1.390 kg / rimorchiabile: 1.500 kg | a vuoto: 1.390 kg / rimorchiabile: 1.500 kg | a vuoto: 1.390 kg / rimorchiabile: 1.500 kg | a vuoto: 1.390 kg / rimorchiabile: 1.500 kg | a vuoto: 1.390 kg / rimorchiabile: 1.500 kg |
| Meccanica | | | | | |
| Tipo motore: 6 cilindri a V di 60°, basamento e testata in lega leggera. Raffreddamento: ad acqua, a circolazione forzata, con ventola elettrica a innesto termostatico | Tipo motore: 6 cilindri a V di 60°, basamento e testata in lega leggera. Raffreddamento: ad acqua, a circolazione forzata, con ventola elettrica a innesto termostatico                                                                                            | Tipo motore: 6 cilindri a V di 60°, basamento e testata in lega leggera. Raffreddamento: ad acqua, a circolazione forzata, con ventola elettrica a innesto termostatico                                                                                            | Cilindrata: totale 2.492 cm³ cm³ | Cilindrata: totale 2.492 cm³ cm³ | Cilindrata: totale 2.492 cm³ cm³ |
| Distribuzione: 1 albero a camme in testa per bancata comandato da cinghia dentata; tenditore idraulico                                                                  | Distribuzione: 1 albero a camme in testa per bancata comandato da cinghia dentata; tenditore idraulico | Distribuzione: 1 albero a camme in testa per bancata comandato da cinghia dentata; tenditore idraulico | Alimentazione: impianto di iniezione elettronica Bosch L-Jetronic | Alimentazione: impianto di iniezione elettronica Bosch L-Jetronic | Alimentazione: impianto di iniezione elettronica Bosch L-Jetronic |
| Prestazioni motore | Potenza: 156 CV a 5600 giri/min / Coppia: 21,5 kgm a 4000 giri/min | Potenza: 156 CV a 5600 giri/min / Coppia: 21,5 kgm a 4000 giri/min | Potenza: 156 CV a 5600 giri/min / Coppia: 21,5 kgm a 4000 giri/min | Potenza: 156 CV a 5600 giri/min / Coppia: 21,5 kgm a 4000 giri/min | Potenza: 156 CV a 5600 giri/min / Coppia: 21,5 kgm a 4000 giri/min |
| Accensione: elettronica a scarica induttiva tramite bobina e distributore, con anticipo centrifugo e a depressione; limitatore di giri tra 6100 - 6300 giri/min         | Accensione: elettronica a scarica induttiva tramite bobina e distributore, con anticipo centrifugo e a depressione; limitatore di giri tra 6100 - 6300 giri/min | Accensione: elettronica a scarica induttiva tramite bobina e distributore, con anticipo centrifugo e a depressione; limitatore di giri tra 6100 - 6300 giri/min | Impianto elettrico: Batteria: 12 V - 77 Ah. Candele: Champion N11YC | Impianto elettrico: Batteria: 12 V - 77 Ah. Candele: Champion N11YC | Impianto elettrico: Batteria: 12 V - 77 Ah. Candele: Champion N11YC |
| Frizione: monodisco a secco, con comando idraulico; molla a diaframma con recuper automatico del gioco                                                                  | Frizione: monodisco a secco, con comando idraulico; molla a diaframma con recuper automatico del gioco | Frizione: monodisco a secco, con comando idraulico; molla a diaframma con recuper automatico del gioco | Cambio: meccanico a 5 marce + RM | Cambio: meccanico a 5 marce + RM | Cambio: meccanico a 5 marce + RM |
| Telaio | | | | | |
| Corpo vettura | Scocca metallica autoportante | Scocca metallica autoportante | Scocca metallica autoportante | Scocca metallica autoportante | Scocca metallica autoportante |
| Sterzo | a cremagliera; con servocomando idraulico | a cremagliera; con servocomando idraulico | a cremagliera; con servocomando idraulico | a cremagliera; con servocomando idraulico | a cremagliera; con servocomando idraulico |
| Sospensioni | anteriori: a ruote indipendenti, quadrilateri trasversali, barre di torsione, ammortizzatori idraulici, barra stabilizzatrice / posteriori: ad assale rigido De Dion, 2 parallelogrammi di Watt, molle elicoidali, ammortizzatori idraulici, barra stabilizzatrice | anteriori: a ruote indipendenti, quadrilateri trasversali, barre di torsione, ammortizzatori idraulici, barra stabilizzatrice / posteriori: ad assale rigido De Dion, 2 parallelogrammi di Watt, molle elicoidali, ammortizzatori idraulici, barra stabilizzatrice | anteriori: a ruote indipendenti, quadrilateri trasversali, barre di torsione, ammortizzatori idraulici, barra stabilizzatrice / posteriori: ad assale rigido De Dion, 2 parallelogrammi di Watt, molle elicoidali, ammortizzatori idraulici, barra stabilizzatrice | anteriori: a ruote indipendenti, quadrilateri trasversali, barre di torsione, ammortizzatori idraulici, barra stabilizzatrice / posteriori: ad assale rigido De Dion, 2 parallelogrammi di Watt, molle elicoidali, ammortizzatori idraulici, barra stabilizzatrice | anteriori: a ruote indipendenti, quadrilateri trasversali, barre di torsione, ammortizzatori idraulici, barra stabilizzatrice / posteriori: ad assale rigido De Dion, 2 parallelogrammi di Watt, molle elicoidali, ammortizzatori idraulici, barra stabilizzatrice |
| Freni | anteriori: a disco autoventilante / posteriori: a disco | anteriori: a disco autoventilante / posteriori: a disco | anteriori: a disco autoventilante / posteriori: a disco | anteriori: a disco autoventilante / posteriori: a disco | anteriori: a disco autoventilante / posteriori: a disco |
| Pneumatici | 195/70 HR-14 / Cerchi: 14" | 195/70 HR-14 / Cerchi: 14" | 195/70 HR-14 / Cerchi: 14" | 195/70 HR-14 / Cerchi: 14" | 195/70 HR-14 / Cerchi: 14" |
| Prestazioni dichiarate | | | | | |
| Velocità: 195 km/h | Velocità: 195 km/h | Velocità: 195 km/h | Accelerazione: | Accelerazione: | Accelerazione: |
| Consumi | a 90 km/h, 8,7 litri/100 km; a 120 km/h, 10,7 litri/100 km; ciclo urbano (simulato) 16,4 litri/100 km; media ECE 11,9 litri/100 km | a 90 km/h, 8,7 litri/100 km; a 120 km/h, 10,7 litri/100 km; ciclo urbano (simulato) 16,4 litri/100 km; media ECE 11,9 litri/100 km | a 90 km/h, 8,7 litri/100 km; a 120 km/h, 10,7 litri/100 km; ciclo urbano (simulato) 16,4 litri/100 km; media ECE 11,9 litri/100 km | a 90 km/h, 8,7 litri/100 km; a 120 km/h, 10,7 litri/100 km; ciclo urbano (simulato) 16,4 litri/100 km; media ECE 11,9 litri/100 km | a 90 km/h, 8,7 litri/100 km; a 120 km/h, 10,7 litri/100 km; ciclo urbano (simulato) 16,4 litri/100 km; media ECE 11,9 litri/100 km |